# Zabytkowa kaplica w Czułowie
Zabytkowa kaplica w Czułowie – znajdująca się w powiecie krakowskim, w gminie Liszki, w Czułowie.
Kaplica mszalna, murowana, zamknięta półkoliście, wewnątrz sklepiona, wzniesiona w 1869 roku. Dach zwieńczony wieżyczką na sygnaturkę. Wewnątrz, znajduje się drewniany ołtarz autorstwa miejscowego artysty Antoniego Galosa, z obrazem Wniebowzięcia NMP oraz relikwiami świętych męczenników Feliksa i Floriana.
Obiekt w skład którego wchodzi; kaplica, cmentarz, oraz ogrodzenie z 1906, został wpisany do rejestru zabytków nieruchomych województwa małopolskiego.